# Euploea kheili
Euploea kheili är en fjärilsart som beskrevs av Gustav Weymer 1885. Euploea kheili ingår i släktet Euploea och familjen praktfjärilar. Inga underarter finns listade i Catalogue of Life.